# Pierre Tirard
Pierre Emmanuel Tirard (n. 27 de Setembro de 1827, Genebra, Suíça - f. 4 de Novembro de 1893, Paris) foi um político francês. Ocupou o cargo de primeiro-ministro da França.